# Dieter Angst
Dieter Angst (* 27. Februar 1937 in Stuttgart) ist ein deutscher Jurist und ehemaliger Ministerialbeamter.

## Leben
Angst besuchte das Eberhard-Ludwigs-Gymnasium Stuttgart und machte dort 1956 sein Abitur, danach absolvierte ein Studium der Rechtswissenschaften an den Universitäten in Tübingen und Stuttgart, das er mit beiden Juristischen Staatsexamen abschloss. In Tübingen wurde er Mitglied der Studentenverbindung Tübinger Königsgesellschaft Roigel. Er schlug eine Beamtenlaufbahn im baden-württembergischen Staatsdienst ein. Er war von 1977 bis 1985 Leiter der Personalabteilung im Innenministerium Baden-Württemberg, von 1985 bis 1986 Vizepräsident des Regierungsbezirkes Tübingen und von 1986 bis 1987 Vizepräsident des Regierungsbezirkes Stuttgart. Von 1987 bis 1990 war er als Ministerialdirigent im Umweltministerium Baden-Württemberg tätig. Nach der Neubildung des Freistaates Sachsen war er von 1990 bis 1996 unter den Ministern Karl Weise und Arnold Vaatz Staatssekretär im Sächsischen Ministerium für Umwelt und Landesentwicklung.
Nach seinem Eintritt in den Ruhestand fungierte Angst von 1998 bis 2013 ehrenamtlich als Geschäftsführer der Denkmalstiftung Baden-Württemberg. Von 1999 bis 2008 war er Erster Vorsitzender der Sektion Schwaben des Deutschen Alpenvereins.
Dieter Angst ist verheiratet mit Helma, geb. Huber, und hat vier Kinder.